# 章献明粛皇后
章献明粛皇后（しょうけんめいしゅくこうごう）は、北宋の第3代皇帝真宗の2人目の皇后。仁宗の嫡母。姓は劉氏。諱は不詳。劉太后とも称される。

## 経歴
益州華陽県の人。出身身分や生い立ちに関する記録は残っていない。蜀の職人の龔美と結婚し、一緒に京師に入った。容姿が美しく、聡明さを備えていた。襄王趙元侃（後の真宗）が劉氏に一目惚れし、密かに側室として迎えたが、趙元侃の乳母が密告して父帝の怒りを買い、劉氏は追い出された。
真宗が即位すると再び迎えられ、美人となった。龔美は劉美と改姓され、死去した指揮使劉通の子、劉氏の兄を自称した。侍女の李氏（後の李宸妃）が趙禎（後の仁宗）を産むと、真宗の許可で劉氏はこの子を奪って自分の子ということにした。他の后妃が産んだ5人の男子はみな早世していたため、この太子を生んだ「功績」により、大中祥符5年12月（西暦で1013年）に皇后に立てられた。
乾興元年（1022年）に真宗が崩じると、幼帝であった仁宗を擁して政治を掌握した。垂簾聴政（垂簾の政）の下で、ついには皇帝の服を着用して太廟へ赴いた。天聖2年（1024年）、「応元崇徳仁寿慈聖」の徽号が贈られた。
明道2年（1033年）に崩じ、「荘献明粛」と諡された。慶暦4年（1044年）11月、夫の諡を重ねて「章献明粛」と改諡された。

## 逸話
- 天聖2年（1024年）に后妃選定の面接が行われた時、仁宗は候補の一人、王氏の美貌に魅了され、妃に封じたいと望んだ。しかし、皇太后劉氏が「あのような妖艶な美貌は夫を誘惑して堕落させる」と言って反対した。結局、王氏は劉美の子と結婚させた。

## 登場作品
テレビドラマ
- 開封府〜北宋を包む青い天〜（2017年、演：甘婷婷（中国語版））
- 孤城閉〜仁宗、その愛と大義〜（2020年、演：呉越（中国語版））
- 大宋宮詞 〜愛と策謀の宮廷絵巻〜（2021年、演：劉涛）

## 伝記資料
- 『宋史』
- 『宋会要輯稿』